# Christoph Anton Burmester
Christoph Anton Burmester (* 15. Juni 1762 in Lütjenburg, Holstein; † 19. Januar 1838 in Osternburg) war ein großherzoglich-oldenburgischer Geheimer Hofrat und Deichgraf zu Jever und Oldenburg.

## Leben
Burmester war der Sohn des Webermeisters Joachim Hinrich Burmester (1727–1797) und der Christina Magdelena geb. Schultz (1724 – 1803). Er besuchte die Schule seines Heimatortes. Dort wurden Lehrer auf seine Begabung aufmerksam und wohlhabende Verwandte ermöglichten ihm die weitere Ausbildung. Anschließend besuchte er das Gymnasium in Altona und studierte danach Theologie an der Universität Kiel. Nach dem theologischen Hauptexamen entschloss er sich,  da er aufgrund seiner schwachen Gesundheit nicht in der Lage war in großen Kirchen zu predigen, zu einem Berufswechsel und begann ein Mathematikstudium an der Universität Kopenhagen. Er beschäftigte sich besonders mit Wasserbaukunst und Deichbauwesen und konnte 1792 bei Inspektionsreisen zu dänischen Deichen erste praktische Erfahrungen auf diesem Gebiet sammeln. Auch knüpfte er während seiner Studienzeit in Kopenhagen umfangreiche Kontakte zu verschiedenen Wasserbaudirektoren und Professoren in Hamburg. Einer dieser Professoren, Johann Georg Büsch, empfahl ihn, als Herzog Peter Friedrich Ludwig von Oldenburg einen neuen Deichgraf suchte. Diese Stelle trat er 1793 im Rang eines Kammerassessors an. 1809 wurde Burmester zum Kammerrat befördert und blieb auf ausdrücklichen Wunsch des Herzogs auch nach der französischen Okkupation im Amt, um eine Vernachlässigung der lebenswichtigen Deiche zu verhindern. 1829 erhielt er den Titel Justizrat und wurde 1834 mit dem begehrten Titel eines Geheimen Hofrats ausgezeichnet. In seiner Dienstzeit trug er wesentlich dazu bei, dass das oldenburgische Deichwesen in technischer und verwaltungsmäßiger Hinsicht umgestaltet und auf moderne Grundlagen gestellt wurde.

## Weitere Tätigkeiten
Burmester war bereits 1785 in Kiel Freimaurer geworden und schloss sich nach seiner Übersiedlung nach Oldenburg der Loge Zum goldenen Hirsch an. Seit 1783 war er auch Mitglied der von Gerhard Anton von Halem gegründeten Literarischen Gesellschaft und gehörte 1818 zu den Mitbegründern der Oldenburgischen Landwirtschaftsgesellschaft, deren erster Vorsitzender er von 1818 bis 1832 war.
Nach 44 Jahren Tätigkeit als Deichgraf verstarb Burmester im Alter von 75 Jahren an Entkräftung.

## Familie
Burmester heiratete am 30. August 1793 in Preetz Augusta Sophia Ackermann (1769–1849), die Tochter eines Lütjenburger Apothekers. Aus der Ehe entstammten drei Söhne und fünf Töchter. Die Familie wohnte in einem der ältesten erhalten gebliebenen Landhäuser Oldenburgs in der Cloppenburger Straße 57.

## Ehrungen
An seiner langjährigen Wirkungsstätte in Osternburg wird die Erinnerung an Burmester seit 1954 durch die Burmesterstraße wachgehalten.